# Ludwik Nihachi
Ludwik Nihachi (zm. 8 września 1628 w Nagasaki w Japonii) − japoński tercjarz dominikański i franciszkański, katechista, błogosławiony Kościoła katolickiego, męczennik, ofiara prześladowań antykatolickich w Japonii.

## Życiorys
W Japonii w okresie Edo (XVII w.) doszło do prześladowań chrześcijan. Ludwik Nihachi został aresztowany za to, że jego dom służył jako kryjówka dla misjonarzy katolickich oraz miejsce, w którym nauczano wiary chrześcijańskiej. Prześladowcy zagrozili śmiercią jego dwóch synów: 5-letniego Franciszka i 2-letniego Dominika, jeżeli nie wyrzeknie się wiary. Ponieważ groźba nie skłoniła go do odstępstwa, 8 września 1628 r. został ścięty z powodu wyznawanej wiary. Zanim go stracono był świadkiem ścięcia jego dwóch synów.
Został beatyfikowany razem z synami w grupie 205 męczenników japońskich przez Piusa IX w dniu 7 lipca 1867 (dokument datowany jest 7 maja 1867).
Dniem jego wspomnienia jest 10 września (w grupie 205 męczenników japońskich).